# Friedrich Lademann
Friedrich Lademann (* 14. Juni 1891 in Berlin; † 29. März 1966) war ein deutscher Ingenieur, Verkehrsplaner und Leiter von Straßenbahngesellschaften.

## Leben
Lademann studierte an der TH Berlin und promovierte im September 1921 bei Curt Risch an der TH Braunschweig. Während seines Studiums wurde er Mitglied der Sängerschaft Frankonia Braunschweig.

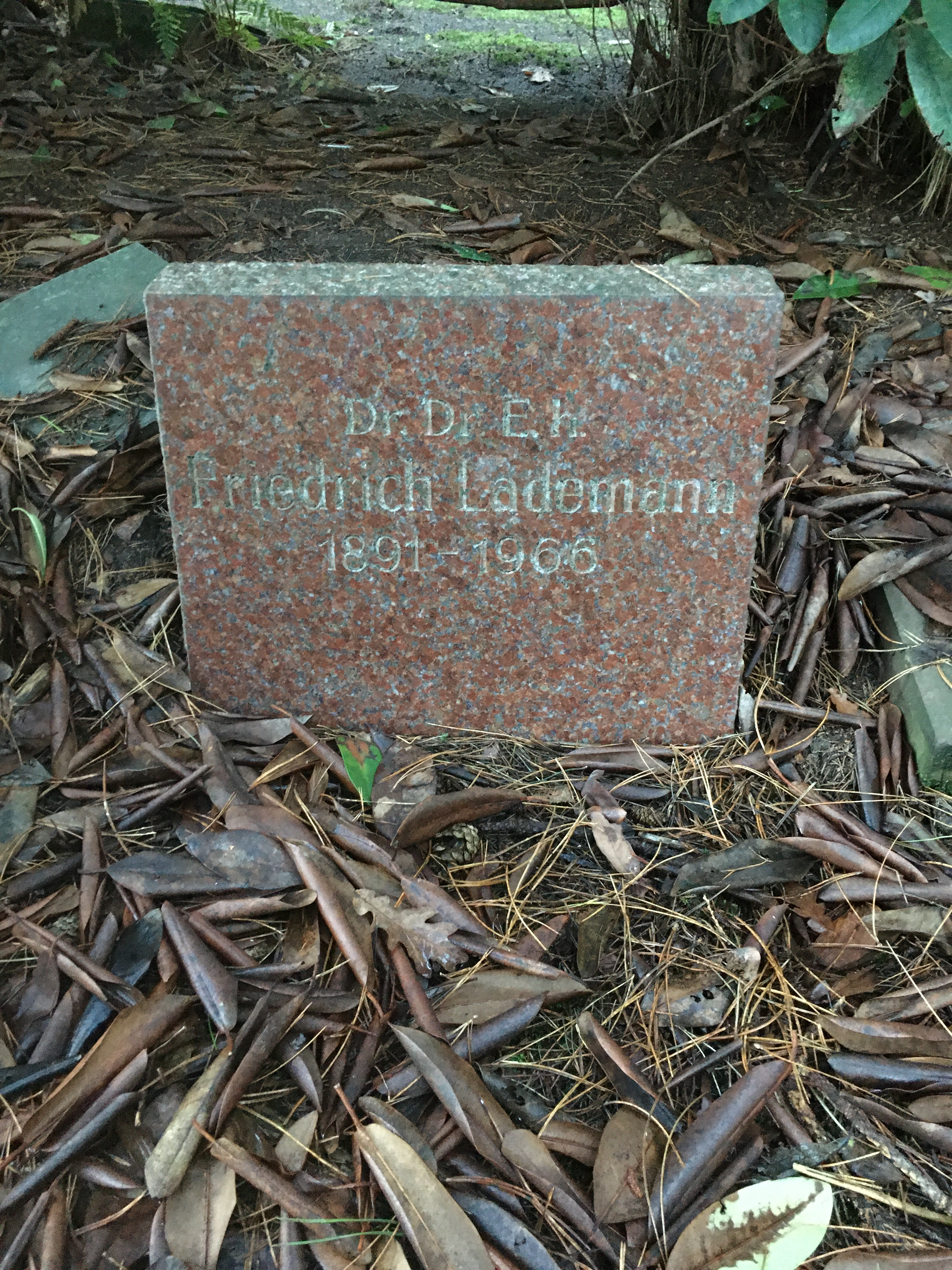
Grabstätte auf dem Friedhof Ohlsdorf

1922 bis 1933 war er zunächst Direktionsassistent der Berliner Straßenbahn und dann Prokurist der Berliner Verkehrsgesellschaft. In dieser Zeit unternahm er ausgedehnten Studienreisen in Europa und nach Amerika.
Am 30. November 1928 versammeln sich in der Straßenbahnverwaltung am Leipziger Platz die vier Prokuristen der Berliner Straßenbahn-Betriebs-GmbH Friedrich Lademann, Max Stielow, Karl Meyer und Paul Bandte sowie der Buchhaltungschef Alfred Falk und gründen in Gegenwart des Notars Rechtsanwalt Bruno Hülsen die »Berliner Vorbereitungs-Aktiengesellschaft für Verkehrsvereinheitlichung«. Ihre Aktien traten sie an die Stadt ab.
1934 wurde er Direktor der Leipziger Straßenbahn und 1938 Direktor der Hamburger Hochbahn AG, die er während des Zweiten Weltkriegs weitgehend eigenständig führte. Am 4. August 1937 beantragte er die Aufnahme in die NSDAP und wurde rückwirkend zum 1. Mai desselben Jahres aufgenommen (Mitgliedsnummer 4.539.873), er war zudem Förderndes Mitglied der SS. Obwohl er als Vorstand für den Einsatz von Zwangsarbeitern verantwortlich war, wurde er durch den britischen Entnazifizierungs-Ausschuss 1945 entlastet und blieb im Amt. Eine Rolle spielten seine Entlassung in Berlin und seine Amt in Leipzig, das er unter dem Widerstandskämpfer Carl Goerdeler innehatte. Von 1947 bis 1960 amtierte Lademann als Vorstandsvorsitzender der Hamburger Hochbahn, zudem später als Präsident des Verbandes Öffentlicher Verkehrsunternehmen und der Berufsgenossenschaft. In der Hamburgischen Presse wurde er für seine Leistung beim Wiederaufbau des ÖPNV nach dem Krieg als "Vater der Straßenbahn" gewürdigt.
Als man in Hamburg eine Alwegbahn in Erwägung zog, leistete Lademann um 1955 Widerstand. In den Zeitschriften Verkehrstechnik und Verkehr und Technik gab er einige Aufsätze heraus, mit Friedrich Lehner Der öffentliche Nahverkehr der Gemeinden (1937).
Seine letzte Ruhestätte fand Friedrich Lademann auf dem Friedhof Ohlsdorf. Sie liegt südöstlich von Kapelle 8 im Planquadrat AC 10. In Hamburg-Hummelsbüttel ist der Lademannbogen ⊙ nach ihm benannt, der den ansässigen Betriebshof der Hochbahn und das gleichnamige Industriegebiet umschließt.

## Auszeichnungen
- 1955: Großes Verdienstkreuz des Verdienstordens der Bundesrepublik Deutschland[7]

## Schriften
- Über Zugförderungskosten und virtuelle Längen, Dissertation 1921
- mit Friedrich Lehner: Der öffentliche Nahverkehr der Gemeinden, 1937
- Der öffentliche Nahverkehr in Hamburg. In: Hamburg: Großstadt und Welthafen. Festschrift zum 30. Deutschen Geographentag, 1.–5. August 1955 in Hamburg. Hirt, Kiel 1955, S. 194–201[8]
- mit Curt Risch: Der öffentliche Personennahverkehr. Springer, Berlin/Göttingen/Heidelberg 1957
- Geschichte der Hamburger Hochbahn Aktiengesellschaft. In: Gerhard Weiser (Hrsg.): Archiv für öffentliche und freigemeinwirtschaftliche Unternehmen. Schwartz, Göttingen, Band 4/1958, S. 323–337[9]